# Dalma Sebestyén
Dalma Sebestyén (ur. 23 stycznia 1997 w Szekesfehervarze) – węgierska pływaczka specjalizująca się w stylu klasycznym, uczestniczka igrzysk olimpijskich w 2016 roku.

## Igrzyska olimpijskie
Wzięła udział w rywalizacji na dystansie 200 metrów stylem klasycznym podczas igrzysk w Rio de Janeiro. W eliminacjach uzyskała rezultat 2:27,94 premiujące 19. miejscem. Z wynikiem tym nie znalazła się w kolejnym etapie rywalizacji.